# Callopteus
Callopteus är ett utdött släkte av förhistoriska benfiskar som levde under yngre jura (Kimmeridgian epok).